# Análise foucaultiana do discurso
A análise foucaultiana do discurso é um tipo de análise do discurso baseada nas teorias de Michel Foucault, que foca nas relações de poder na sociedade expressas através de práticas e da língua.

## Visão geral

### Sujeito da análise
Além do foco no significado do discurso, uma característica distinta da metodologia é seu foco em relações de poder. Elas são expressas pela língua e o comportamento e a relação entre a língua e o poder. Esta forma de análise foi desenvolvida através do trabalho genealógico de Foucault, onde o poder esteve ligado com a formação do discurso em determinados períodos históricos. Algumas versões deste método focam na aplicação geneológica da análise do discurso para ilustrar como o discurso é produzido para governar grupos sociais. O método analisa como o mundo social, expresso através da linguagem, é afetado por várias fontes de poder. Por isso, o método é próximo do socioconstrutivismo, já que o pesquisador tenta compreender como a sociedade está sendo moldada (ou construída) pela linguagem, que por sua vez reflete nas relações de poder existentes. A análise tenta compreender como indivíduos percebem o mundo e estuda a categorização de relações pessoais e institucionais, ideologia e políticas.
O método foi inspirado nos trabalhos de Michel Foucault e Jacques Derrida, além da teoria crítica.
A análise foucaultiana do discurso, assim como a teoria crítica, é muito usada em estudos políticos. Ela é mais utilizada por acadêmicos que criticam as análises de discurso mais tradicionais por não levar em conta as conotações políticas do discurso. O poder político é conquistado por aquieles que estão no poder e são mais conhecedores e, portanto, mais legítimos de exercer seu controle sobre os outros por métodos visíveis e invisíveis.

### Processo
Kendall e Wickhan destacam cinco passos da aplicação da análise foucaultiana do discurso. O primeiro passo é o simples reconhecimento de que o discurso é feito de declarações que são organizadas de forma sistemática e regular. Os passos seguintes são baseados na identificação de regras em:
- como as declarações são criadas;
- o que pode ou não ser dito (escrito);
- como espaços onde novas declarações podem ser feitas são criados;
- tornar as práticas materiais e discursivas ao mesmo tempo.[6]

### Áreas de estudo
Estudos que empregam a análise foucaultiana do discurso podem analisar como autoridades usam o discurso para expressar sua dominância e exigir obediência e respeito de seus subordinados. A interação disciplinar entre a autoridade e seus seguidores enfatiza a dinâmica de poder entre suas relações. Em um exemplo em específico, o estudo pode analisar a linguagem usada entre o professor e seus alunos, ou autoridades do exército com seus subordinados. O método também pode ser usado para estudar como a linguagem é usada como uma forma de resistência àqueles que estão no poder. A análise foucaultiana do discurso também foi usada para ilustrar como acadêmicos e ativistas por vezes reproduzem involuntariamente os mesmos discursos que eles querem combater e superar.

## L'Ordre du discours
L'Ordre du discours (A Ordem do Discurso) é a palestra inalgural de Michel Foucault no Collège de France, em 2 de dezembro de 1970. Ele apresentou a hipótese de que em qualquer sociedade, a produção do discurso é controlada para eliminar os poderes e perigos, e possui eventos aleatórios em sua formação.

### Controle do discurso e procedimentos de exclusão

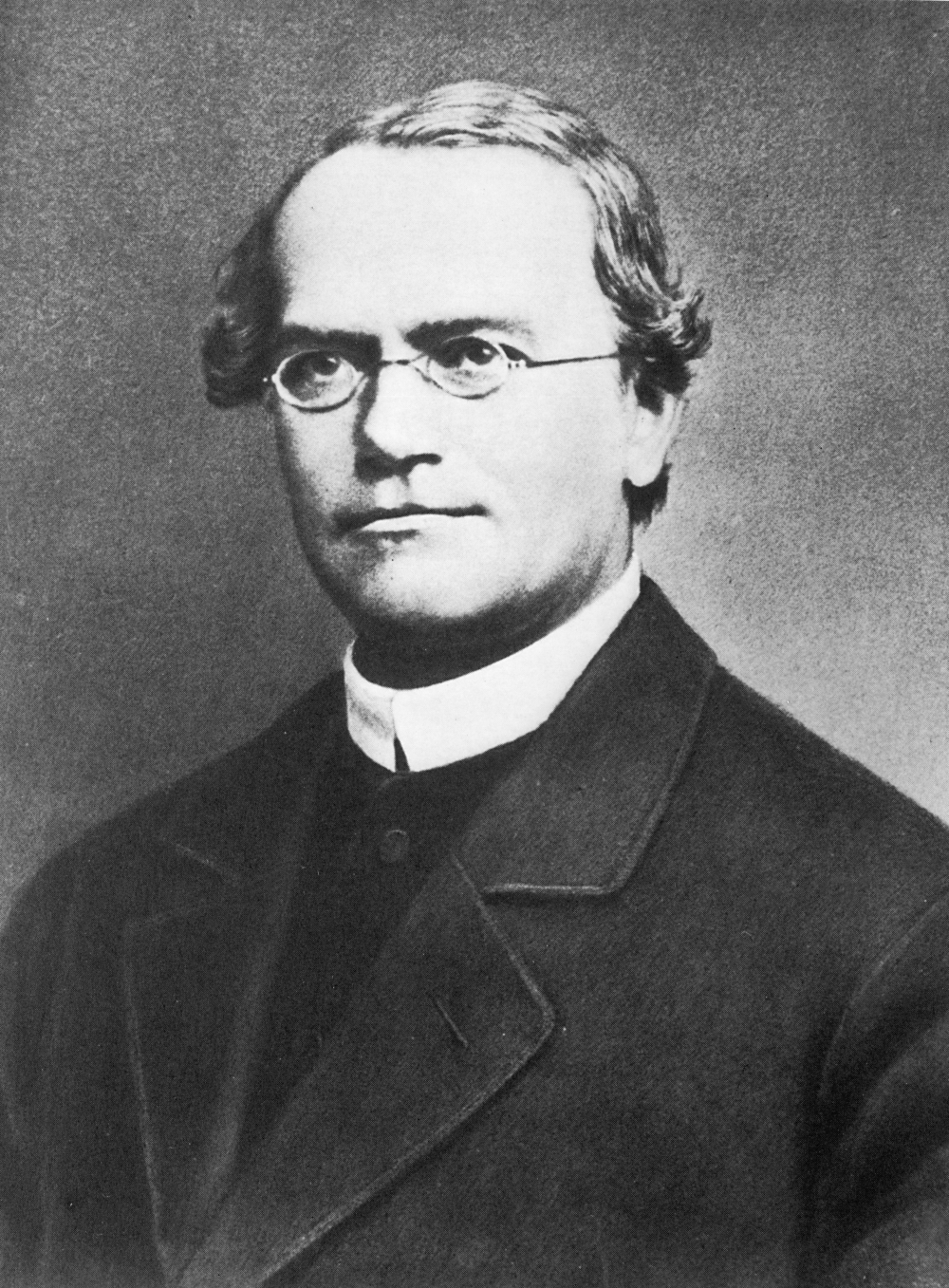
"Mendel disse a verdade, mas não era a verdade do discurso biológico da época".

Foucault apresenta a hipótese de que, em todas as sociedades, a produção do discurso é controlada para: 1. destruir seus poderes e perigos; 2. reduzir a força de eventos incontroláveis; 3. esconder as verdadeiras forças que se materializam na constituição social. Ele teorizou procedimentos internos e externos que são usados para estes fins.

#### Procedimentos externos
Estes procedimentos são exercidos por outras pessoas ou organizações e funcionam como sistemas de exclusão, onde são questionados as partes do discurso que questionam poder e desejo. Os três grandes sistemas externos são:
- Proibição: A definição do que pode ser dito e em quais circunstâncias. Está dividido em três grupos: tabu ao objeto, ritual da circunstância e direito exclusivo ou privilegiado do orador.
- Divisão da loucura: De acordo com Foucault, o discurso do louco "não pode ser transmitido como os outros" pelo orador ser considerado inválido ou imbuido de poderes especiais, como a previsão do futuro.
- Vontade e verdade: A vontade pela verdade e as instituições que a cercam exercem pressão na produção discursiva. Ele cita como exemplo a literatura Ocidental, que é imposta pela ciência como crível e natural.

#### Procedimentos internos
Estes procedimentos começam no próprio discurso, e ditam sua classificação, ordenação e distribuição. Em outras palavras, o discurso exerce domínio sobre si na dimensão do que acontece e o aleatório. Os procedimentos são divididos em:
- Comentário: Há uma lacuna entre discursos recorrentes (que "falam por si mesmos"), que são constantemente revisitados, e corriqueiros (que "são ditos"). Os discursos que se sustentam em discursos maiores são chamados de comentários. Apesar da lacuna, é possível criar discursos diferentes, já que os comentários, independente de serem uma novidade ou não, sempre serão uma repetição do discurso original.
- Autor: O termo não deve ser entendido como o indivíduo que produz o discurso, mas "um princípio de agrupamento de discursos", ou seja, é parte deste indivíduo. É através do autor que o indivíduo distingue o que escrever ou não, a diferenciação do que há de valor dos discursos corriqueiros.
- Disciplina: Princípio que resulta na delimitação do "campo da verdade", onde o discurso precisa ser inserido. A disciplina impõe a construção do discurso a um campo do conhecimento (como botânica ou medicina). Ela também apresenta "um domínio de objetos, um grupo de métodos, um corpo de proposições consideradas como verdadeiras, um grupo de regras e definições, técnicas e instrumentos" necessários para a aceitação do que é "verdade" em determinada área.